# Crypsithyris
Crypsithyris är ett släkte av fjärilar. Crypsithyris ingår i familjen äkta malar.

## Dottertaxa tillCrypsithyris, i alfabetisk ordning[1]
- Crypsithyris abstrusa
- Crypsithyris auriala
- Crypsithyris cana
- Crypsithyris cerodectis
- Crypsithyris chrysippa
- Crypsithyris crococoma
- Crypsithyris enixa
- Crypsithyris epachyrota
- Crypsithyris falcovalva
- Crypsithyris fissella
- Crypsithyris fuscicoma
- Crypsithyris hebeiensis
- Crypsithyris hemiphracta
- Crypsithyris hoenei
- Crypsithyris hypnota
- Crypsithyris illaetabilis
- Crypsithyris immolata
- Crypsithyris insolita
- Crypsithyris introflexa
- Crypsithyris japonica
- Crypsithyris longicornis
- Crypsithyris melosema
- Crypsithyris mesodyas
- Crypsithyris miranda
- Crypsithyris monospila
- Crypsithyris obtusangula
- Crypsithyris orchas
- Crypsithyris pheretropa
- Crypsithyris psolocoma
- Crypsithyris ruwenzorica
- Crypsithyris saigusai
- Crypsithyris sciophracta
- Crypsithyris spelaea
- Crypsithyris spissa
- Crypsithyris stenovalva
- Crypsithyris symphyrta
- Crypsithyris synolca
- Crypsithyris thamnomyphila